# Набеев, Нияз Габдулханович
Ния́з Габдулха́кович Набе́ев (31 марта 1989, Казань, Татарская АССР, РСФСР, СССР) — российский двоеборец, участник зимних Олимпийских игр 2010 года, бронзовый призёр зимних Универсиад 2011 и 2015 годов в командных соревнованиях. Мастер спорта России.

## Биография
Нияз Набеев родился 31 марта 1989 года в Казани. Окончил среднюю общеобразовательную школу № 84 в Казани с углубленным изучением иностранных языков. Окончил факультет физической культуры Татарского государственного гуманитарно-педагогического университета (ТГГПУ). Выступает за ГУ ДО МДМСиТ РТ и тренируется в ДЮСШ № 7 города Казани (лыжные гонки) у Айдара Ильдаровича Хуснутдинова.

## Спортивная карьера
На юниорском уровне Нияз Набеев смог дважды стать чемпионом России, а также абсолютным победителем соревнований по лыжному двоеборью III зимней Спартакиады учащихся России.
В 2010 году Нияз Набеев в составе сборной России принял участие в зимних Олимпийских играх в Ванкувере. Первый старт Набиева должен был состояться 14 февраля, но российский двоеборец, после прохождения тестов был отстранён от участия в соревнованиях на 5 дней из-за высокого уровня гемоглобина. 16 февраля был проведён повторный анализ, который показал, что уровень гемоглобина у российского спортсмена пришёл в норму и Набеев был допущен к участию в соревнованиях. 25 февраля Набеев принял участие в соревнованиях по прыжкам с большого трамплина и гонке на 10 километров. После прыжковой части Нияз занимал 26-е место, имея гандикап перед лидером 2:07, однако лыжная гонка у Набеева не удалась. К финишу молодой российский двоеборец пришёл лишь 43-м.
В 2011 году Набеев завоевал свою первую крупную награду. На зимней Универсиаде в турецком Эрзуруме Набеев, в составе второй сборной России вместе с Дамиром Хинсертдиновым и Денисом Исайкиным, стал бронзовым призёром эстафетной гонки.
Набеев принял участие в трёх чемпионатах мира. Наилучшим результатом в карьере Нияза является 40-е место в прыжках с нормального трамплина и гонке на 10 км на мировом чемпионате 2011 года в Осло.
В сезоне 2012/2013 Набеев впервые в карьере смог набрать очки в зачёт Кубка мира. 1 декабря 2012 года на этапе в финском городе Куусамо российский двоеборец занял 28-е место, что принесло ему 3 очка и позволило по итогам сезона занять 66-е место в общем зачёте Кубка мира. При этом Набеев стал единственным россиянином, кому удалось набрать очки в этом сезоне. В континентальном кубке лучшим достижением Набеева является 30-е место по итогам сезона 2010/2011.